# Le Voyage imaginaire
Le Voyage imaginaire (dt.: „Die imaginäre Reise“) ist ein französischer surrealistischer Stummfilm von René Clair aus dem Jahr 1925. 

## Handlung
Ein schüchterner junger Mann namens Jean arbeitet in einer Pariser Bank. Er ist in die Stenotypistin Lucie verliebt und möchte ihr einen kleinen Blumenstrauß übergeben. Doch auch der Bankdirektor und Kollege Albert haben ein Auge auf die hübsche Frau geworfen. Jean und Albert geraten schließlich in Streit und es kommt zur Prügelei, bei der auch Kollege Auguste mitmischt. 
Kurz darauf erscheint eine alte Handleserin in der Bank. Sie liest Lucie und Jean die Hand und prophezeit beiden eine Liebesheirat. Besonders Jean freut sich darüber. Als Albert mit Lucie flirtet, ist Jean jedoch erneut betrübt und unsicher. Lucie versichert ihm, dass sie Albert nicht liebe, doch nimmt Jean ihre Worte gar nicht wahr, ist er doch an seinem Schreibtisch eingeschlafen. Plötzlich steht er auf und geht. Als er auf einer Wiese vergnügt hin und her springt, wird die Handleserin von zwei Männern angegriffen. Jean eilt ihr zu Hilfe und die Männer laufen fort. Die alte Frau gibt ihm einen Kuss und sagt ihm, dass sie eine Fee sei, der vor Hunderten von Jahren ein Zauberer die Kraft genommen habe. Nur der Kuss eines jungen Mannes habe ihr ihre Zauberkraft zurückgeben können, weshalb sie Jean für seinen Dienst belohnen will.
Jean folgt ihr durch einen Tunnel in einem Baum. Sie gelangen an einen unterirdischen surrealen Ort, wo sie an verschiedenen Hindernissen vorbei in einen palastartigen Raum treten. Dort soll Jean auch die Schwestern der Fee küssen, damit sie ebenfalls ihre Zauberkräfte zurückerlangen. Jean läuft zunächst davon. Als er schließlich doch die alten Frauen küsst, verwandelt sich eine nach der anderen in eine schöne junge Frau. Auch die Fee, mit der Jean gekommen war, wird wieder jung und schön. Sie heißt Urgel und warnt ihn nun vor der bösen Fee, die Jean dennoch küsst. Als Dank soll Jean von den Feen ewiges Leben erhalten. Da Jean jedoch nicht ohne Lucie leben möchte, soll auch Lucie ewig leben. Auf einmal steht Lucie im Raum und fällt Jean glücklich in die Arme. 
Unterdessen entdecken Albert und Auguste den Tunnel und gelangen ebenfalls in den unterirdischen Palast. Als Jean und Lucie sich näherkommen, verwandelt die eifersüchtige böse Fee Lucie in eine weiße Ratte, die auf der Flucht vor dem gestiefelten Kater in einen Brunnen springt und davonschwimmt. Während Jean auf der Suche nach Lucie von Albert und Auguste festgehalten wird, kann der gestiefelte Kater Lucie doch noch fangen. In diesem Moment erscheint Urgel und verwandelt Lucie zurück in eine Frau. Urgel gibt Jean daraufhin einen Ring, der ihm jeden Wunsch erfüllen soll. 

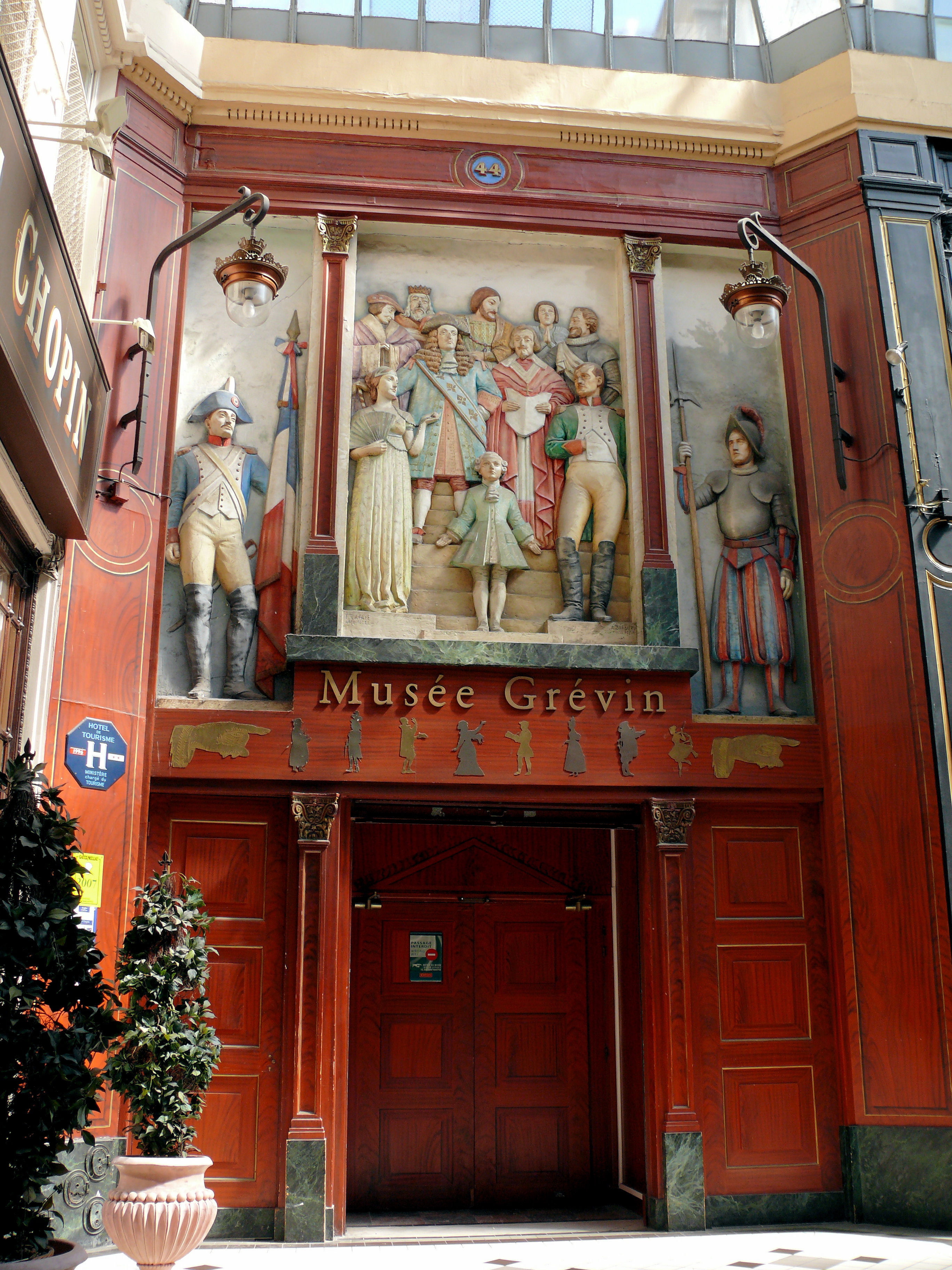
Das Musée Grévin, ein Schauplatz des Films

Gemeinsam mit Albert und Auguste werden Jean und Lucie zurück nach Paris gezaubert, wo sie auf den Dächern von Notre Dame landen. Als sich Jean und Lucie küssen, geht Albert dazwischen und bringt den naiven Jean dazu, sich mit dem Ring der Fee in einen Hund zu verwandeln. Auguste und Albert streiten sich nun um den Ring. Als sie am Seine-Ufer entlanggehen, folgt ihnen Lucie, die sich Sorgen um Jean macht. Sie gehen schließlich in ein Wachsfigurenkabinett, das Musée Grévin, wo Hunden der Zutritt verboten ist. 
Als Albert den Ring endlich für sich hat und ihn benutzen will, hat der Ring sämtliche Zauberkräfte verloren, da er Jean geschenkt worden war. Lucie erfährt schließlich von Auguste, dass Jean ein Hund ist, der sich in der Zwischenzeit in das Kabinett geschlichen hat. Vor Schreck verliert Lucie das Bewusstsein und wacht erst um Mitternacht wieder auf. Zu ihrem Entsetzen sind die Wachsfiguren berühmter Menschen auf einmal lebendig. Lucie und Jean werden von ihnen gefangen genommen und zum Tode verurteilt. Als Jean mit einer Guillotine hingerichtet werden soll, kann die Wachsfigur des Charlie Chaplin dies gerade noch verhindern. Es kommt zum Tumult, in dem die Figuren zum Teil ihre Hände und Köpfe verlieren. Kurz nachdem sich Jean mit Chaplins Hilfe zurück in einen Menschen verwandelt hat, wacht er an seinem Schreibtisch in der Bank auf – er hat alles nur geträumt. Sein Traum hat Jean jedoch das nötige Selbstbewusstsein verliehen, um sich gegen Albert und Auguste zu behaupten. Er schlägt beide nieder und küsst die beeindruckte Lucie. Nachdem er auf der Straße gekonnt ein Auto repariert hat, geht er mit Lucie verliebt davon.

## Hintergrund
Rolf de Maré, der zuvor bereits René Clairs Kurzfilm Entr’acte produziert hatte, bat den Regisseur einen Langfilm mit Jean Börlin in der Hauptrolle zu realisieren. Nachdem Clair das Drehbuch zu Le Voyage imaginaire fertiggestellt hatte, fanden die Dreharbeiten von Mai bis Juni 1925 wie bereits bei Clairs Paris schläft (1925) an Originalschauplätzen in seiner Heimatstadt Paris statt. Erstmals war bei einem Film von René Clair eine Figur statt einer Situation, wie die schlafende Stadt in Paris schläft, der Ausgangspunkt der Handlung. Zudem war die Figur des Jean der erste von Clairs Filmhelden, die schüchtern, arm und in eine unerreichbare Frau verliebt waren.
Der Film, der ursprünglich den Titel Le Songe d’un jour d’éte erhalten hatte, wurde am 14. Oktober 1925 im Pariser Théâtre des Champs-Élysées uraufgeführt. Im Rahmen der Filmreihe „René Clair zum 120. Geburtstag“ des Filmpodiums Zürich wurde er am 13. Dezember 2018 wiederaufgeführt.

## Kritiken
Das Filmpodium Zürich attestierte dem Film rückblickend, „fast so viele cineastische Gags und schrullige Einfälle wie Entr’acte“ vorweisen zu können. Das den Film dominierende „Traum- und Märchenhafte“ sei „in etwas abgemilderter Form“ in Clairs folgenden Werken ebenfalls vorhanden. Die Aufnahmen von Originalschauplätzen in Paris stünden als „krasse[r] Kontrast […] den verspielten Feenland-Dekors und der Künstlichkeit des Wachsfigurenkabinetts“ gegenüber.